# Bridget McManus
Pour les articles homonymes, voir Bridget et McManus.
Bridget McManus est une actrice, productrice et scénariste américaine.

## Biographie

### Vie privée
Bridget McManus est ouvertement lesbienne.

## Filmographie

### Actrice
- 2008 : Joni & Susanna (série télévisée) : Bridget
- 2008 : Wanted : la caissière
- 2008-2009 : 3Way (série télévisée) : Rhonda Rapid Delivery
- 2011 : Futurestates (série télévisée) : la résidente de la côte
- 2011 : McManusLand (série télévisée) : Bridget
- 2011 : Diary of a Black Widow (série télévisée) : Diana
- 2012 : Quiet (court métrage) : Nora
- 2012 : The Throwaways : Fiona
- 2012 : Blood Fare : Kayla
- 2012 : Mockingbird Sings (court métrage) : Teresa
- 2012-2013 : The Jeff Probst Show (en) (série télévisée) : Bridget McManus
- 2011-2013 : Cowgirl Up (série télévisée) : Babe
- 2013-2014 : The Queen Latifah Show (en) : elle-même
- 2015 : Jew(ish) (court métrage) : Ariel
- 2015 : November Rule : Hayley
- 2015 : Maybelle (série télévisée) : Maybelle Garris

### Réalisatrice
- 2012 : LA'd (série télévisée) (2 épisodes)

### Scénariste
- 2008 : Brunch with Bridget (série télévisée) (dialogue)
- 2011 : McManusLand (série télévisée)
- 2015 : Maybelle (série télévisée)

### Productrice / producteur exécutif
- 2008 : Brunch with Bridget (série télévisée)
- 2011 : McManusLand (série télévisée)
- 2015 : Maybelle (série télévisée)